# Kim Hyun-hun
Đây là một tên người Triều Tiên, họ là Kim.
Kim Hyun-hun (tiếng Hàn: 김현훈; sinh ngày 30 tháng 4 năm 1991) là một cầu thủ bóng đá Hàn Quốc thi đấu ở vị trí trung vệ cho Gyeongnam FC ở K League 1.

## Thống kê câu lạc bộ
Cập nhật đến ngày 23 tháng 2 năm 2016.
| Thành tích câu lạc bộ | Thành tích câu lạc bộ | Thành tích câu lạc bộ | Giải vô địch | Giải vô địch | Cúp                   | Cúp                   | Cúp Liên đoàn | Cúp Liên đoàn | Tổng cộng | Tổng cộng |
| Mùa giải              | Câu lạc bộ            | Giải vô địch          | Số trận      | Bàn thắng    | Số trận               | Bàn thắng             | Số trận       | Bàn thắng     | Số trận   | Bàn thắng |
| Nhật Bản              | Nhật Bản              | Nhật Bản              | Giải vô địch | Giải vô địch | Cúp Hoàng đế Nhật Bản | Cúp Hoàng đế Nhật Bản | J. League Cup | J. League Cup | Tổng cộng | Tổng cộng |
| --------------------- | --------------------- | --------------------- | ------------ | ------------ | --------------------- | --------------------- | ------------- | ------------- | --------- | --------- |
| 2013                  | JEF United Chiba      | J2 League             | 25           | 0            | 1                     | 0                     | –             | –             | 26        | 0         |
| 2014                  | JEF United Chiba      | J2 League             | 35           | 4            | 5                     | 0                     | –             | –             | 40        | 4         |
| 2015                  | JEF United Chiba      | J2 League             | 39           | 4            | 2                     | 0                     | –             | –             | 41        | 4         |
| Tổng cộng sự nghiệp   | Tổng cộng sự nghiệp   | Tổng cộng sự nghiệp   | 99           | 8            | 8                     | 0                     | 0             | 0             | 107       | 8         |